# 對維基百科涉及利益衝突的編輯
當一個用戶對維基百科進行編輯從而得到直接利益就可能會構成利益衝突，這些利益可以包括金錢、物質等，而其動機則可能包括宣揚政見、擴大知名度、維護名譽等，利益相關者可以是維基百科條目的當事人或其合約者、政黨人士或政府僱員等。雖然這些編輯有不少是就事實的小修正，但新聞媒體關注到，其中的編輯有傾向是對條目的負面資訊進行淡化或審查，同時又突顯和強化其正面評價。
維基百科允許任何人自由編輯貢獻條目，同時又堅持中立的觀點政策；維基官方立場是：不鼓勵任何有機會引起利益衝突嫌疑的編輯，因為編者有可能會有意或無意間作出偏袒、不中立的編輯。維基百科創始人之一吉米·威爾斯表明，編者絕不應該直接編輯會帶來金錢或政治利益的條目，而應該在討論頁提出編輯要求，尋求其他編者的意見或協助。

## 維基百科的方針
英文維基百科的利益衝突指引（COI）表明，涉及利益衝突是與維基百科提供中立、可查證百科的目標不相容的，這包括推銷讓編者直接得益的個人、公司或團體。當編者從編輯維基百科所獲得的外部利益大於推動維基百科本身的目標，該編者的編輯即存在利益衝突。就實踐這個指引，維基百科就曾經封禁相關團體、公司或政客的戶口或IP地址，以阻止他們編輯與自身構成利益衝突的條目。

## 相关丑闻
2006年Gregory Kohs因為公開接受付費編輯維基百科，導致其維基百科账户遭到封禁。
2007年，維基掃描器成立，專門調查匿名用戶（IP地址會在編輯維基百科時被自動公開）的地理位置，發現美國中央情報局、梵蒂岡、索尼等組織與企業都有人編輯與他們相關的維基百科條目。有些公司亦會收費提供編輯和監視相關維基百科條目的服務，但由於陸續有新聞媒體對牽涉利益衝突的百科編輯進行負面報導，有公共關係專家尋求改善業界與維基百科的關係，甚至期望修改其方針及程序，并冀望善意編輯能夠得到接納。
2014年4月，網上媒體《852郵報》發現有來自港鐵網域的人修改維基百科英文版上有關行政總裁韋達誠的條目，包括將港鐵形容為國際級公共交通營運者，記錄韋達誠在港鐵履新後的多項「豐功偉績」，來源均是來自港鐵「用心聽，用心做」計劃網上宣傳刊物。該網域過往亦多次修改港鐵條目，範圍包括正確的車站數目、港鐵旗下物業資料、更新工程進度狀況等。《蘋果日報》向港鐵查詢有關內容是否由港鐵自行撰寫，港鐵並無否認，表明如果發現個別網站資料有誤，會向有關網站了解及跟進。